# Teater Sörmland

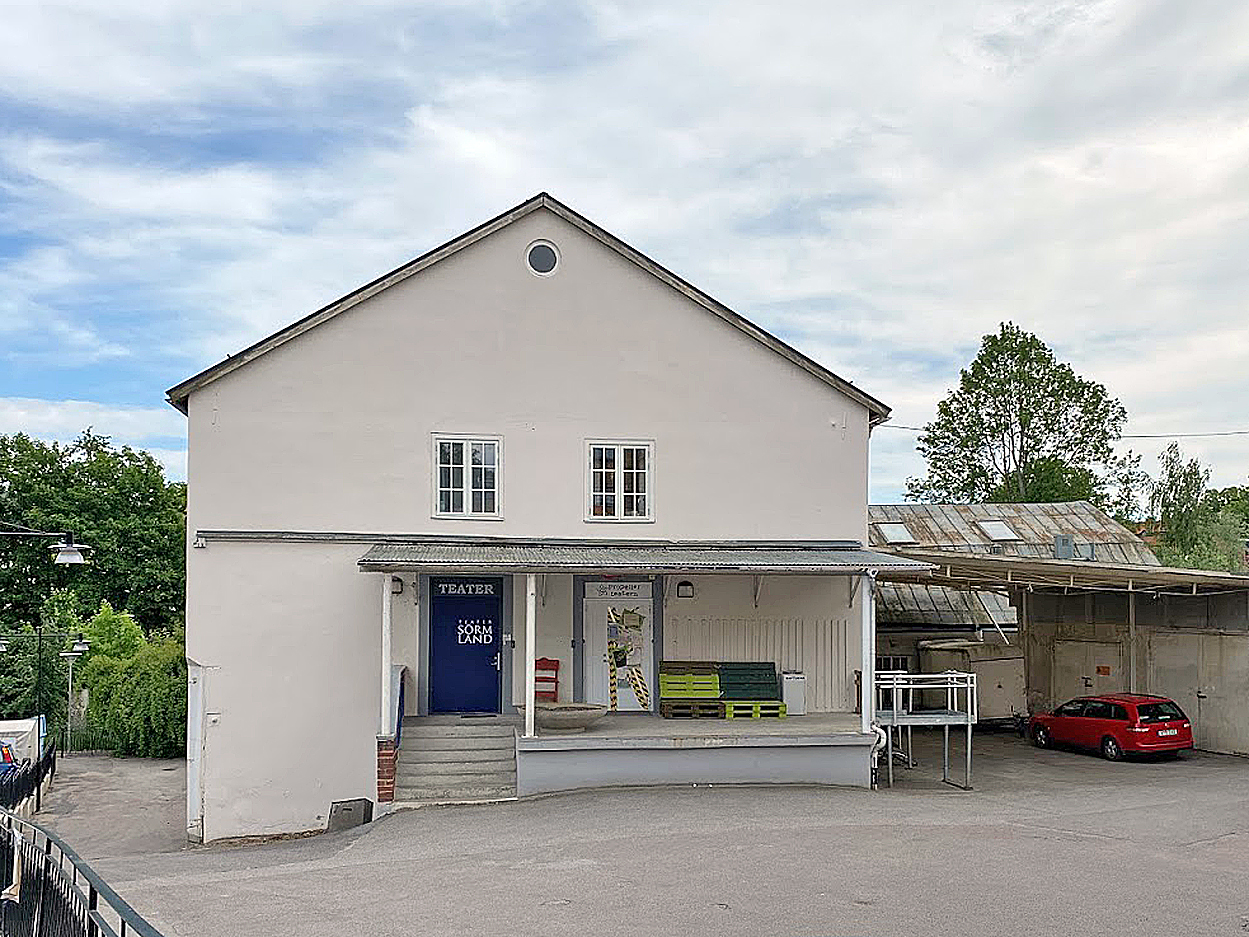
Teater Sörmlands bas i Nyköping.

Teater Sörmland är en fri teatergrupp med bas i Nyköping. Gruppen startade sin verksamhet som Småfolket i Lund 1975. Efter en tid i Nynäshamn flyttade gruppen till Nyköping och antog namnet Teater Sörmland.  Teatergruppen grundades och drevs i många år av Rino Brezina. Teatern drivs sedan 2020 av Jerk Olsson Westin och Maja Lundqvist. Aktiva vid teatern har bland andra varit Robin Stegmar, Pär Malmström, Malin Cederbladh, Göran Gillinger, Mattias Nordkvist och Johanna Sällström.
Gruppen producerar mestadels barn och ungdomsteater, men bedriver även kursverksamhet i skådespeleri för barn och vuxna. I samarbete med Nyköpings kommun sätter man upp sommarföreställningar i Nyköpingshus baserat på de historiska händelser som kallas Nyköpings Gästabud. Under hösten 2017 börjar Teater Sörmland driva barn- och ungdomsverksamhet i teater.
2020 vann Teater Sörmland Stora turismpriset 2020. 